# Zichy-kastély (Lengyeltóti)
A Zichy-kastély és a hozzá tartozó több mint 10 hektáros őspark Lengyeltóti városának szívében, egy kis dombon magasodva helyezkedik el.

## Leírása
Megközelítése busszal Balatonboglár, Fonyód és Kaposvár irányából egyaránt lehetséges, vonaton pedig a Kaposvár–Fonyód-vasútvonalon.
 A kastélyt a 19. század elején építtette a lengyeltóti Lengyel család, majd a pallini Inkeyek a század végén neobarokk stílusban átalakították, majd többször is kibővítették az évek során.
 A második világháború után a Marcali kórház használatában állt, rendelőintézetként működött, majd 2007-ben eladásra került, a hozzá tartozó ősparkkal együtt.
 A tervek szerint négycsillagos kastélyszálló és wellnessközpont mellett pezsgőpincészet és borászat lesz a kastély további funkciója, de a beruházások a több százmillió forintos támogatás ellenére évek óta nem valósulnak meg. A legutóbbi (2023 év végi) információk szerint a kastély tulajdonosa egy Lengyeltótitól kb. 200 kilométerre lévő faluban élő, szociális segélyre szoruló személy volt.